# Марін Айрленд
Марін Івонн Айрленд (англ. Marin Yvonne Ireland, нар. 30 травня 1979, Камарільйо, Каліфорнія, США) — американська актриса. Відома своєю роботою в театрі та незалежних фільмах, The New York Times вважала Айрленд «однією з великих королев драми нью-йоркської сцени». Була номінована на премію «Незалежний дух» і премію «Тоні».
Після серії другорядних ролей у франшизі «Закон і порядок» (2003—2008) Айрленд отримала похвалу за роль у п'єсі Ніла ЛаБ'юта «Причини бути красивою» (2008) і була номінована на премію «Тоні» за найкращу жіночу роль другого плану в п'єсі. Після появи у фільмах «Рейчел одружується» (2008) і «Дуфер» (2008) її головна роль у «Скляному підборідді» (2014) принесла їй номінацію на за найкращу жіночу роль другого плану. Зіграла Джулію Боуман у серіалі Amazon Studios «Підлий Піт» (2015—2019).
Інші ролі Айрленд у кіно включають відомі фільми «Сімейне ікло» (2015), «Будь-якою ціною» (2016), «Пірсинг» (2018), «Погане виховання Кемерона Поста» (2018) та «Ірландець» (2019). Крім того, вона зіграла Сіссі в серіалі Netflix «Академія Амбрелла» (2020—тепер) і Нору Брейді в серіалі Hulu «Y: Останній чоловік» (2021). Її головна роль у фільмі жахів «Темний і злий» (2020) заслужила похвалу.

## Раннє життя
Айрленд народилася і виросла в Камарільйо, Каліфорнія. Навчалася в Idyllwild Arts Foundation в Айділвайлд-Пайн-Коув, Каліфорнія, і здобула ступінь бакалавра образотворчого мистецтва в Школі Гарта, консерваторії виконавських мистецтв Гартфордського університету в Вест-Гартфорді, штат Коннектикут.

## Кар'єра
Айрленд дебютувала в небродвейському театрі в п'єсі «Ноктюрн» (2001), написаній Адамом Реппом, яка була показана в Нью-Йоркській театральній майстерні. Також з'явилася у п'єсі під час її показу на презентації American Repertory Theatre New Stages у Hasty Pudding Theatre, Кембридж, штат Массачусетс, у жовтні 2000 року. Серед її небродвейських робіт — «Далеко» Керил Черчилль (2002) у Нью-Йоркській театральній майстерні. Зіграла головну роль у фільмі «Сабіна» (2005) Віллі Хольцмана на початкових стадіях.

## Вибрана фільмографія
| Рік       |   | Українська назва                    | Оригінальна назва            | Роль                        |
| --------- | - | ----------------------------------- | ---------------------------- | --------------------------- |
| 2003—2006 | с | Закон і порядок: Злочинні наміри    | Law & Order: Criminal Intent | Анаїс Гатчінсон / Лаура Бут |
| 2004      | ф | Маньчжурський кандидат              | The Manchurian Candidate     | армійська стенографістка    |
| 2006—2015 | с | Закон і порядок: Спеціальний корпус | Law & Order: Criminal Intent | Джина Мейлор / Белла Карізі |
| 2007      | ф | Я — легенда                         | I Am Legend                  | евакуйована жінка           |
| 2008      | ф | Рейчел одружується                  | Rachel Getting Married       | Анжела Пейлін               |
| 2008      | ф | Життя спочатку                      | Revolutionary Road           | гостя вечірки               |
| 2008      | с | Закон і порядок                     | Law & Order                  | Міла Гамес Лінґард          |
| 2011      | с | Гарна дружина                       | The Good Wife                | Марджорі Ґарнетт            |
| 2011—2012 | с | Батьківщина                         | Homeland                     | Айлін Морґан                |
| 2012      | ф | Весняні надії                       | Hope Springs                 | Моллі                       |
| 2012      | ф | Нагляд                              | The Letter                   | Аніта                       |
| 2012      | с | Незабутнє                           | Unforgettable                | Сара Ґрін                   |
| 2012—2014 | с | Убивство                            | The Killing                  | Ліз Голдер                  |
| 2013      | с | Послідовники                        | The Following                | Аманда                      |
| 2014      | с | Майстри сексу                       | Masters of Sex               | Пауліна Мастерс             |
| 2014      | с | Державний секретар                  | Madam Secretary              | Джина Фішер                 |
| 2015      | с | Ляпас                               | The Slap                     | Сенді Апостолу              |
| 2015      | с | Дівчата                             | Girls                        | Лоґан                       |
| 2015      | с | Елементарно                         | Elementary                   | Альта фон Зі                |
| 2015—2019 | с | Підлий Піт                          | Sneaky Pete                  | Джулія Боуман               |
| 2016      | ф | Будь-якою ціною                     | Hell or High Water           | Деббі Говард                |
| 2018      | с | Метод Булла                         | Bull                         | Майя Вітбек                 |
| 2019      | ф | Ірландець                           | The Irishman                 | Долорес Ширан               |
| 2020      | ф | Темні та нечестиві                  | The Dark and the Wicked      | Луїза                       |
| 2020      | ф | Порожнеча                           | The Empty Man                | Нора Куел                   |
| 2020      | с | Хороший лікар                       | The Good Doctor              | Вера                        |
| 2020—2022 | с | Академія Амбрелла                   | The Umbrella Academy         | Сіссі Купер                 |
| 2021      | с | Y: Останній чоловік                 | Y: The Last Man              | Нора Брейді                 |
| 2022      | с | Gaslit                              | Gaslit                       | Джуді Гобак Міллер          |
| 2023      | ф | Ейлін                               | Eileen                       | Енн Полк                    |
| 2023      | ф | Народження/Відродження              | Birth/Rebirth                | Роуз                        |
| 2023      | ф | Бугімен                             | The Boogeyman                | Ріта Біллінгс               |
| 2025      | ф | Матеріалісти                        | Materialists                 | Вайолет                     |